# Блондинка Долли
Себилла Алида Йоханна Ниманс известная как «Блондинка Долли» (нидерл. Sebilla Alida Johanna Niemans; 27 сентября 1927 — 30 октября 1959) — нидерландская проститутка, жертва убийства, ставшего одной из самых больших загадок Нидерландов.

## Биография
Себилла родилась в 1927 году. Работала гадалкой, но после развода с мужем, произошедшего в 1950-е годы, она стала заниматься проституцией. Её клиентами были лица из высшего общества. 30 октября 1959 года было обнаружено её тело. Себилла была задушена. Полиция подозревала, что убийство связано с тем, что Себилле удалось узнать какой-нибудь секрет лица из высшего общества, или же она просто шантажировала кого-то связью с ней. Убийство осталось нераскрытым.

## В массовой культуре
- Х/ф «Блондинка Долли» (1987).